# Телевизионный сигнал
Телевизио́нный сигна́л — совокупность электрических сигналов, содержащая информацию о телевизионном изображении и звуке. Телевизионный сигнал может передаваться по радио или по кабелю. Термин употребляется в большинстве случаев применительно к аналоговому телевидению, потому что цифровое оперирует таким понятием, как поток данных.

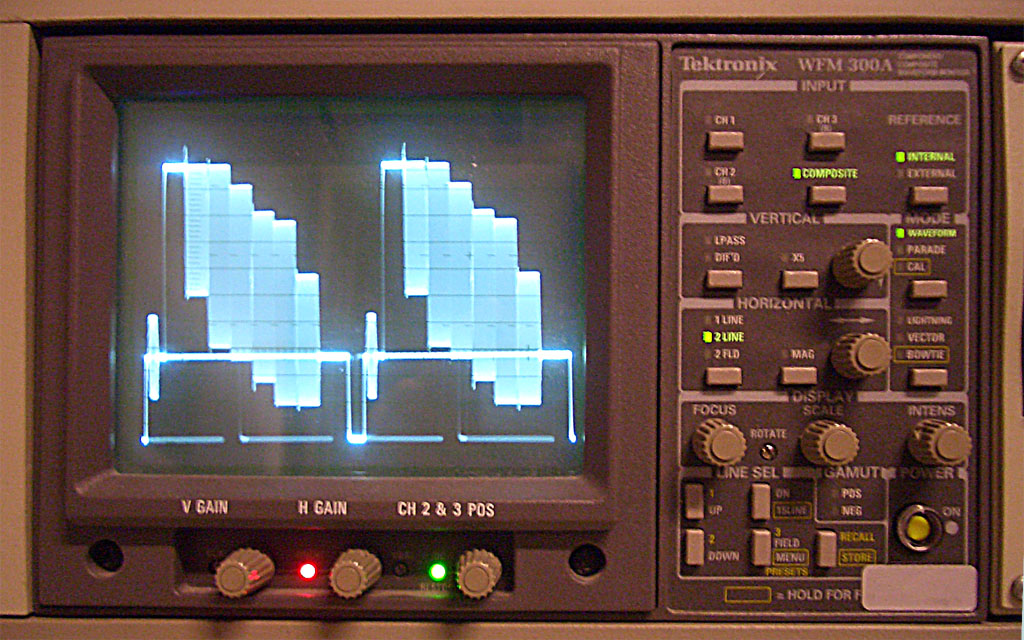
Телевизионный сигнал на экране осциллографа

## Состав полного телевизионного сигнала

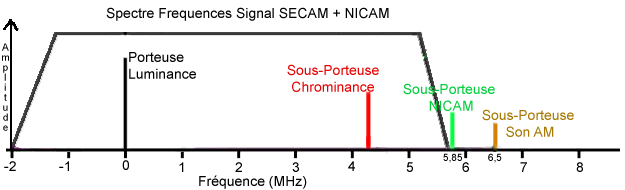
Состав телевизионного сигнала стандарта SECAM. Чёрный столбик обозначает несущую частоту сигнала яркости, красный — цветности, а коричневый — несущую звука

Полный телевизионный сигнал цветного аналогового телевидения представляет собой совокупность трёх сигналов: видеосигнала, несущего информацию о яркости изображении, цветной поднесущей с закодированной информацией о цвете изображения, и звукового сигнала. Каждый из перечисленных сигналов для передачи на расстояние использует свою несущую частоту, которая определяется конкретным стандартом телевизионного вещания и номером используемого канала. Разница несущих частот видеосигнала и звука строго стандартизирована в каждой стране и не зависит от используемого номера канала вещания. В России принят аналоговый вещательный стандарт, предусматривающий фиксированную разницу несущих видеосигнала и звука в 6,5 МГц.
На международной конференции в Стокгольме в 1961 году были приняты стандарты телевизионных вещательных систем, определяющие основные характеристики телевизионного сигнала для каждой системы. Каждому стандарту присвоена буква от A до M, которая в сочетании с примененными стандартами разложения и кодирования цвета, полностью описывает совокупность характеристик аналоговых телевизионных систем во всем мире.
| Стандарт | Год выхода | Число строк | Частота кадров | Ширина полосы канала (МГц) | Ширина полосы видео (МГц) | Разнос несущих видео и звука (МГц) | Ширина боковых полос (МГц) | Полярность видео | Модуляция звука | Разнос частот несущей и поднесущей (МГц) | Соотношение мощности несущих видео и звука | Цветовая система |
| -------- | ---------- | ----------- | -------------- | -------------------------- | ------------------------- | ---------------------------------- | -------------------------- | ---------------- | --------------- | ---------------------------------------- | ------------------------------------------ | ---------------- |
| A        | 1936       | 405         | 25             | 5                          | 3                         | −3.5                               | 0.75                       | позитивная       | амплитудная     |                                          | 4:1                                        | —                |
| B        | 1950       | 625         | 25             | 7                          | 5                         | +5.5                               | 0.75                       | негативная       | частотная       |                                          |                                            | PAL/SECAM        |
| C        | 1953       | 625         | 25             | 7                          | 5                         | +5.5                               | 0.75                       | позитивная       | амплитудная     |                                          |                                            | —                |
| D        | 1948       | 625         | 25             | 8                          | 6                         | +6.5                               | 0.75                       | негативная       | частотная       |                                          |                                            | SECAM/PAL        |
| E        | 1949       | 819         | 25             | 14                         | 10                        | ±11.15                             | 2.00                       | позитивная       | амплитудная     |                                          |                                            | —                |
| F        |            | 819         | 25             | 7                          | 5                         | +5.5                               | 0.75                       | позитивная       | амплитудная     |                                          |                                            | —                |
| G        |            | 625         | 25             | 7                          | 5                         | +5.5                               | 0.75                       | негативная       | частотная       | 4.43                                     | 5:1                                        | PAL/SECAM        |
| H        |            | 625         | 25             | 8                          | 5                         | +5.5                               | 1.25                       | негативная       | частотная       | 4.43                                     | 5:1                                        | PAL              |
| I        | 1962       | 625         | 25             | 8                          | 5.5                       | +5.9996                            | 1.25                       | негативная       | частотная       | 4.43                                     | 5:1                                        | PAL              |
| J        | 1953       | 525         | 30             | 6                          | 4.2                       | +4.5                               | 0.75                       | негативная       | частотная       |                                          |                                            | NTSC             |
| K        |            | 625         | 25             | 8                          | 6                         | +6.5                               | 0.75                       | негативная       | частотная       | 4.43                                     | 5:1                                        | SECAM/PAL        |
| K'       |            | 625         | 25             | 8                          | 6                         | +6.5                               | 1.25                       | негативная       | частотная       |                                          |                                            | SECAM            |
| L        |            | 625         | 25             | 8                          | 6                         | -6.5                               | 1.25                       | позитивная       | амплитудная     | 4.43                                     | 8:1                                        | SECAM            |
| M        | 1941       | 525         | 30             | 6                          | 4.2                       | +4.5                               | 0.75                       | негативная       | частотная       | 3.58                                     |                                            | NTSC**           |
| N        | 1951       | 625         | 25             | 6                          | 4.2                       | +4.5                               | 0.75                       | негативная       | частотная       |                                          |                                            | PAL              |

## Полярность модуляции видеосигнала
Полярность модуляции видеосигнала определяет, какой уровень сигнала соответствует чёрному изображению, а какой — белому.
В зависимости от стандарта телевещания полярность может быть «негативной» или «позитивной». При негативной полярности максимальная яркость (уровень белого) соответствует минимальной амплитуде модуляции несущей, при позитивной — максимальной амплитуде модуляции. Первые телевизионные стандарты использовали позитивную модуляцию, однако такая система имела низкую помехоустойчивость. Любые импульсные помехи (например, от автомобильного зажигания) отображались на экране в виде ярких точек и линий, очень заметных. При негативной модуляции эти же помехи отображаются чёрными точками, заметными гораздо меньше, поэтому подавляющее большинство современных вещательных стандартов предусматривают негативную полярность модуляции. В России принята негативная полярность.
В Великобритании и Франции, использовавших в 1960-х годах системы телевидения с позитивной модуляцией, телевизоры содержали специальную цепь, позволявшую инвертировать импульсные помехи для их отображения менее заметными чёрными точками. Порог инвертирования мог изменяться специальным регулятором. При выборе слишком низкого порога света́ изображения могли отображаться на экране в виде негатива.

## Принципы формирования телевизионного сигнала в цветном телевидении
Применяемый для передачи цветного изображения т. н. ПЦТС (полный цветной телевизионный сигнал) содержит «поднесущую», модулированную сигналом цветности.
В аналоговом телевидении существуют три основные системы передачи сигналов цветного телевидения:
- NTSC (1953);
- SECAM (1965);
- PAL (1967).

## Звук в телевизионном сигнале
Для передачи звука вместе с телевизионным изображением во всех системах с негативной полярностью видео используется частотная модуляция, аналогичная FM-радио. Остальные системы с позитивной полярностью предусматривают амплитудную модуляцию звуковой несущей. В системах с частотной модуляцией возможна передача стереозвука по технологиям, аналогичным FM-радиостанциям. Кроме этого, существуют аналоговые телевизионные стандарты, такие, как NICAM, предусматривающие цифровую передачу звука в телевизионном сигнале.

## Настроечный телевизионный сигнал

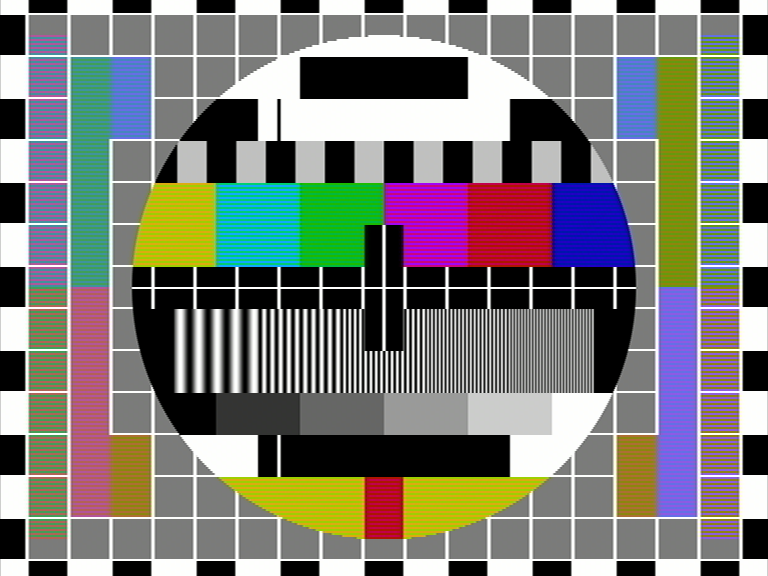
Настроечный сигнал на экране телевизора

Специальным типом телевизионного сигнала является настроечный телевизионный сигнал, служащий стандартной мерой при настройке телевизионных приёмников. Сигналы генерируются или телецентрами в технологических паузах вещания, или портативными генераторами сигнала. Как правило, настроечный сигнал содержит изображение телевизионной испытательной таблицы, позволяющей точно определить границы кадра на экране, центровку, сведение лучей и правильную цветопередачу. В СССР основной таблицей долгие годы служила чёрно-белая испытательная таблица ТИТ-0249. Большое распространение получил сигнал «цветных полос», генерируемый студийным оборудованием и профессиональными видеокамерами.